# Anton Sokolov
Anton Michajlovič Sokolov (in russo Антон Михайлович Соколов?; Kačkanar, 28 febbraio 1999) è un giocatore di calcio a 5 russo.

## Carriera
Cresciuto nel settore giovanile del Sinara, Sokolov viene aggregato alla prima squadra già nella stagione 2015-16. Nel dicembre del 2016 riceve la sua prima convocazione nella nazionale russa
con la quale parteciperà, cinque anni più tardi, al campionato europeo 2022.

## Palmarès
- Campionato russo: 1
Sinara: 2020-21
- Coppa di Russia: 1
Sinara: 2021-22
- Campionato portoghese: 1
Sporting CP: 2022-23